# 健軍線
健軍線（日语：／ Kengun sen */?）是熊本市交通局（熊本市電）擁有的電車路線之一。沿線途經熊本縣廳、熊本市綜合體育館和熊本縣立圖書館。

## 運行形態
- ■A系統（田崎橋 - 健軍町）- 行走健軍線所有區間，每4至7分鐘一班
- ■B系統（上熊本 - 健軍町）- 行走健軍線所有區間，每7至11分鐘一班

## 歷史
- 1945年（昭和20年）5月6日 水前寺公園至三菱工場前（現時：健軍町）之間開通。
- 2011年（平成23年）3月1日 神水橋改名為神水·市民醫院前，動植物園前改名為動植物園入口。
- 2019年（令和元年）10月1日 神水·市民醫院前改名為神水交差點。

## 電車站列表
所有電車站都位於熊本縣熊本市中央區內。
| 電車站 編號 | 中文站名     | 日文站名 | 英文站名 | 站間 營業 距離 | 累計 營業 距離 | 接續路線           | 所在地 |
| ----------- | ------------ | -------- | -------- | -------------- | -------------- | ------------------ | ------ |
| 18          | 水前寺公園   |          |          | -              | 0.0            | 熊本市電：水前寺線 | 中央區 |
| 19          | 市立體育館前 |          |          | 0.3            | 0.3            |                    | 中央區 |
| 20          | 商業高校前   |          |          | 0.5            | 0.8            |                    | 中央區 |
| 21          | 八丁馬場     |          |          | 0.3            | 1.1            |                    | 中央區 |
| 22          | 神水交差點   |          |          | 0.4            | 1.5            |                    | 中央區 |
| 22          | 神水交差點   | 東區     |          | 0.4            | 1.5            |                    |        |
| 23          | 健軍校前     |          |          | 0.5            | 2.0            |                    |        |
| 24          | 動植物園入口 |          |          | 0.4            | 2.4            |                    |        |
| 25          | 健軍交番前   |          |          | 0.3            | 2.7            |                    |        |
| 26          | 健軍町       |          |          | 0.3            | 3.0            |                    |        |

## 延伸計劃

### 動植物園正門延伸案
在2004年1月熊本日日新聞中報道，熊本市有一個江津湖觀光活性化計劃，並把市電進行延伸。該計劃在2002年不包含在路線10案內。總工程費約10億日圓。根據報道，原本計劃於2007年度開始動工，並於2008年度中啟用。在計劃中，實現性最高的計劃概況如下：
於健軍線動植物園入口分支，延長至熊本市東區庄口公園東邊，電車線為單線鐵路，全長800米。
- 於公園南邊和終體動植物園正門前2處各設有電車站（電車交會設備）。
- 動植物園的第一停車場（可容納330台）會變為泊車轉乘停車場。
- 公園北邊增設可容納12卡車輛的車廠，取代現時大江車廠。

但是，由於預算問題，加上建設電車線會有可能影響健軍水源地的水質，因此發表在12月計劃中止。並改為計劃向自衛隊方向延伸。

### 自衛隊延伸案
熊本市在2016年9月9日計劃把市電進行延伸，計劃線中包括有自衛隊（健軍駐屯地）路線（健軍町向東區東町的第二機場線延伸，全長1.5公里），以及南熊本路線（辛島町向JR南熊本站延伸1.7公里，為舊・春竹線）。在2016年10月起進行詳細檢討，並於2017年度決定計劃案剩下自衛隊路線和南熊本路線。

## 注腳
1. 1 2 3 4 5  熊本市交通局　熊本市電 （页面存档备份，存于）（日語）
2. ↑  【ユキサキナビ】熊本市電健軍線（熊本県）の鉄道駅［電車駅］路線から探す （页面存档备份，存于）（日語）
3. ↑  熊本市電延伸　「自衛隊」か「南熊本」優先整備 （页面存档备份，存于）（日語）（熊本通訊社 2016年9月10日發布，2016年9月12日參閲）

## 外部連結
- 熊本市交通局 （页面存档备份，存于）（日語）

Template:健軍線